# Barzana
Barzana é uma comuna italiana da região da Lombardia, província de Bérgamo, com cerca de 1.562 habitantes. Estende-se por uma área de 2 km², tendo uma densidade populacional de 781 hab/km². Faz fronteira com Almenno San Bartolomeo, Brembate di Sopra, Mapello, Palazzago.

## Demografia
| Variação demográfica do município entre 1861 e 2011                               |
|                                                                                   |
| Fonte: Istituto Nazionale di Statistica (ISTAT) - Elaboração gráfica da Wikipedia |